# Jordi Aragonès i Martínez
Jordi Aragonès i Martínez   (Pineda de Mar, 1993) és un historiador, professor i polític català. Especialitzat en història contemporània i actiu com a docent en l'etapa secundària, és considerat l'ideòleg del partit Aliança Catalana.

## Biografia
Es va graduar en Història per la Universitat de Barcelona. També hi va cursar un màster en Història Contemporània i Món Actual, en què per al treball final va realitzar un estudi sobre l'origen del Partit Popular de Catalunya. També va obtenir un màster en Formació del Professorat a la Universitat de Girona. A més, ha exercit de professor a la Universitat Nacional d'Educació a Distància. Paral·lelament, Aragonès va fer un treball d'investigació sobre el seu avi Josep Aragonès i la seva implicació en la creació, el manteniment i la dissolució del partit Reforma Democràtica de Catalunya, un projecte de recerca dirigit per Agustí Colomines.
És un dels fundadors d'Aliança Catalana, que s'associa generalment a l'ultradreta i l'independentisme català, i és considerat l'ideòleg del partit. Hi exerceix de secretari d'estudis i programes. El 2024, va ser el segon candidat de la formació a les eleccions al Parlament de Catalunya en la circumscripció de Barcelona. Abans d'això, havia militat a Unió de Joves, la branca juvenil d'Unió Democràtica de Catalunya, i al partit d'UDC com a tal. També va ser un dels fundadors del Moviment Demòcrata Català, juntament amb l'alcalde de Vic Josep Vila d'Abadal.
Pel seu interès en l'estudi de Jordi Pujol, va coordinar el Projecte Tagamanent, una entitat dedicada a la difusió de l'obra de govern de l'expresident de la Generalitat, en el marc de la qual el 2020 va moderar un col·loqui amb l'exconseller Felip Puig i Marta Lacambra, exdirectora general de l'Agència Catalana de l'Aigua.

## Ideologia
S'emmarca a si mateix en la dreta de l'espectre polític, però no en l'extrema dreta, malgrat que diverses fonts l'etiqueten com a ultradretà. També s'autoidentifica com a nacionalista català, independentista, liberal en l'àmbit econòmic i socialment conservador. En aquest sentit, advoca pel liberalisme econòmic, la reindustrialització de Catalunya, la independència unilateral i el control de fronteres. És crític amb l'anomenat processisme, amb els partits independentistes tradicionals i amb l'actuació en la consulta del 9N. A banda, ha manifestat una forta oposició a l'islam, que defineix com a contrari als valors occidentals. Pren com a referents polítics Margaret Thatcher, Steve Bannon, Donald Trump, Jordi Pujol i Geert Wilders, entre d'altres. Ha donat suport obertament a partits d'extrema dreta com Alternativa per Alemanya i Reagrupament Nacional.
El 2019, passades les eleccions municipals, va defensar l'entrada del Front Nacional de Catalunya a l'Ajuntament de Ripoll, llavors liderat localment per Sílvia Orriols, afirmant que el partit deia «veritats incòmodes» com que «la nació està en perill» i que «hi ha un risc evident d'extingir-nos», en referència a Catalunya i els catalans. Augurava que la formació esmentada tindria votants de «classe mitjana empobrida», com els del president dels Estats Units coetani, Donald Trump.

## Vida personal
És net de Josep Aragonès, alcalde de Pineda de Mar durant el franquisme, i cosí germà de Pere Aragonès, el 132è president de la Generalitat de Catalunya. D'origen pinetenc, estiueja al Mas Carreras de Begur.

## Publicacions
- Després del procés, què?: Reflexions de la generació que ve (coescrit amb diversos autors, Pagès Editors, 2019)[9]